# Albertosaurinae
Gli albertosaurini (Albertosaurinae) sono una sottofamiglia di dinosauri carnivori appartenenti ai tirannosauridi caratteristica del Cretacico superiore.

## Descrizione
In questa sottofamiglia sono raggruppati due generi (Albertosaurus e Gorgosaurus) caratteristici del Nordamerica e di costituzione più leggera rispetto agli altri tirannosauri. La caratteristica principale degli albertosarini, oltre alle gracili dimensioni (raggiungevano i 9 metri di lunghezza), è quella di avere due piccole strutture ossee, comunque abbastanza evidenti, proprio di fronte alle orbite. Gli albertosaurini, con tutta probabilità, erano predatori attivi ma non sarebbero riusciti ad abbattere i grandi anchilosauri corazzati, e forse avrebbero avuto difficoltà anche con i ceratopi cornuti. Si pensa che le principali prede di grossa taglia di questi dinosauri fossero gli adrosauri; forme robuste come Daspletosaurus avrebbero potuto cacciare gli erbivori più armati.

## Tassonomia
Tra gli albertosaurini viene a volte classificato anche Daspletosaurus, un genere che di solito è ritenuto essere una sorta di antenato di Tyrannosaurus. Fino a qualche tempo fa, comunque, questi dinosauri erano considerati appartenere a un solo genere, Albertosaurus. Negli anni '70, però, Dale Russell propose il genere Daspletosaurus per alcuni resti che indicavano esemplari particolarmente robusti. Successivamente, a causa dell'ambiguità del reperto tipo di Albertosaurus, Gorgosaurus venne nuovamente separato. Attualmente, si considerano appartenenti a Gorgosaurus le forme gracili del Campaniano dell'Alberta, mentre le forme più robuste dello stesso periodo sono ascritte al genere Daspletosaurus. Albertosaurus è molto simile a Gorgosaurus, ma un po' più recente (Maastrichtiano inferiore). Tuttavia, c'è chi pensa che questi animali siano diverse specie appartenenti a un solo genere, Albertosaurus.

## Galleria d'immagini

Curva di accrescimento dei vari albertosauridi in paragone con il Tyrannosaurus